# OBCミュージック・アベニュー
OBCミュージック・アベニュー（オービーシーミュージック・アベニュー）は、ラジオ大阪で放送されているフィラー番組である。
2008年4月より『ソングトレイン1314』の番組名で放送を開始し、2012年10月に現在の番組名に改題された。
本項では、表題とは別の番組名を含むラジオ大阪の音楽フィラー番組全般について詳述する。

## 概要
番組編成上で空きが生じる時間帯に穴埋めとして編成される。新番組の放送が始まるまでは毎週放送されるが、新番組の開始と引き換えに放送終了となる。この性質上、改編期にはしばしば放送日時が変更される。また、年末年始にレギュラー番組が休止となる場合や、ボートレース中継の後に時間調整を行う場合にも単発で放送されることが多い。
番組は5分単位で複数のバージョンが制作されている。番組冒頭のジングルに続いて、番組担当者によるナレーションでその回のテーマ（10分以上の場合は年代・ジャンル・アーティストのいずれか）が発表され、番組終了まで楽曲を立て続けに流す。楽曲はラジオ大阪が所有している音源を使用する。
1回当たりの放送時間は最大で30分であり、番組編成の空き時間が30分を超える場合は、後述する派生番組と組み合わせることで、原則として同名の番組が連続で編成されないように考慮されている。
派生番組として、2019年9月からはアニメソングなどに特化した『アニソン★ナイトフィーバー』、同年11月からは『Lock on Music!』、同年12月からは『Music Melting Pot』も放送されている。
2021年の『ラジオ・チャリティー・ミュージックソン』放送日の12月24日には、17:15 - 17:30に『OBCミュージック・アベニュー ミュージックソンスペシャル』と題した生放送の特別番組が放送された。パーソナリティは藤川貴央（同局アナウンサー）で、音楽に加えてチャリティに関するトークが行われた。

### Lock on Music!
『Lock on Music!』（ロック・オン・ミュージック）は2019年11月より放送を開始。特定のアーティストに特化した選曲が特徴。ナレーションはラジオ大阪声優&アナウンススクールの卒業生が担当しており、2022年9月30日までは田中優希、翌10月1日からは西田ゆい。

### Music Melting Pot
『Music Melting Pot』（ミュージック・メルティング・ポット）は2019年11月より放送を開始。世界各国の楽曲（洋楽）を選曲している点が特徴。ナレーションは和田麻実子アナウンサー。

## アニソン★ナイトフィーバー
『アニソン★ナイトフィーバー』はラジオ大阪で2019年9月より放送されている音楽番組である。「★」は発音しない。
ラジオ大阪ではおなじみの『1314 V-STATION』（Vステ）にちなみ、アニメソング（ゲームミュージック・声優の楽曲なども含む）やVステ各番組オリジナルの楽曲などに特化している。
『OBCミュージック・アベニュー』とは異なり、Vステ各番組のパーソナリティによるナレーションが随時挿入される。また、毎週新規で番組が制作されており、Vステ前後の番組枠に優先的に編成されている（朝や昼など、Vステの各番組から離れた時間帯には放送されない）。
ナレーションは当初和田麻実子（同局アナウンサー）が務めていたが、産前産後休業を機に降板し、以降はラジオ大阪声優&アナウンススクールの卒業生（2022年9月30日までは田中優希、翌10月1日から西田ゆい）が務めている。西田がナレーターとなった2022年10月1日以降、Eメールによるアニソン関連の楽曲のリクエストを募集しており、不定期にリクエスト曲が放送される場合がある。
声優やアーティストによる録り下ろしのメッセージコメントが毎回放送されており、全体の半数程度がその声優やアーティストの楽曲となっている。2021年11月28日放送分には結城アイラが、同年12月5日放送分にはChouChoがゲスト出演した。
2019年9月の開始当初は金曜日の23:30 - 翌0:00、翌10月からは日曜日未明（土曜日深夜）の0:00 - 0:30に放送。その後はVステの各番組の枠移動や放送終了に合わせ、何度か放送日時が変更されており、2024年2月以降は金曜日の22:00-22:30に放送されている。また、日曜日未明の3:30-4:00（土曜日深夜27:30-28:00）と同日22:00-22:30に再放送を行なっている。
2024年8月第2週をもって番組休止することをディレクターの宇佐美がXで報告し、以後休止だったが2024年12月7日放送分から再開した。

## OBCミュージック・ショップ
『OBCミュージック・ショップ』（オービーシーミュージック・ショップ）はラジオ大阪で2012年10月頃から放送されているラジオショッピング番組である。ナレーションは和田麻実子アナウンサー。
レコード会社各社が通信販売で取り扱うCDアルバムから楽曲を流す。同様の主旨の番組はいくつか存在するが、本番組はトークパートが少ない。
2024年1月から3月と2024年10月から『OBCミュージック・アベニュー』の夕方以降の大半を当番組に転換し、放送回数が増加した。2024年4月は一時的に放送を中断し、5月は月曜日から金曜日の朝に番組が組まれていた。